# 千種稲荷神社
千種稲荷神社（ちぐさいなりじんじゃ）は、東京都墨田区錦糸に所在する稲荷神社。
現在は亀戸天神社の兼務社になっている。

## 概要
JR錦糸町駅北方至近、錦糸公園内の南西の一角に鎮座している。
創建は不詳だが、江戸時代には柳島村の鎮守として祭られていたと伝わる。

## 境内

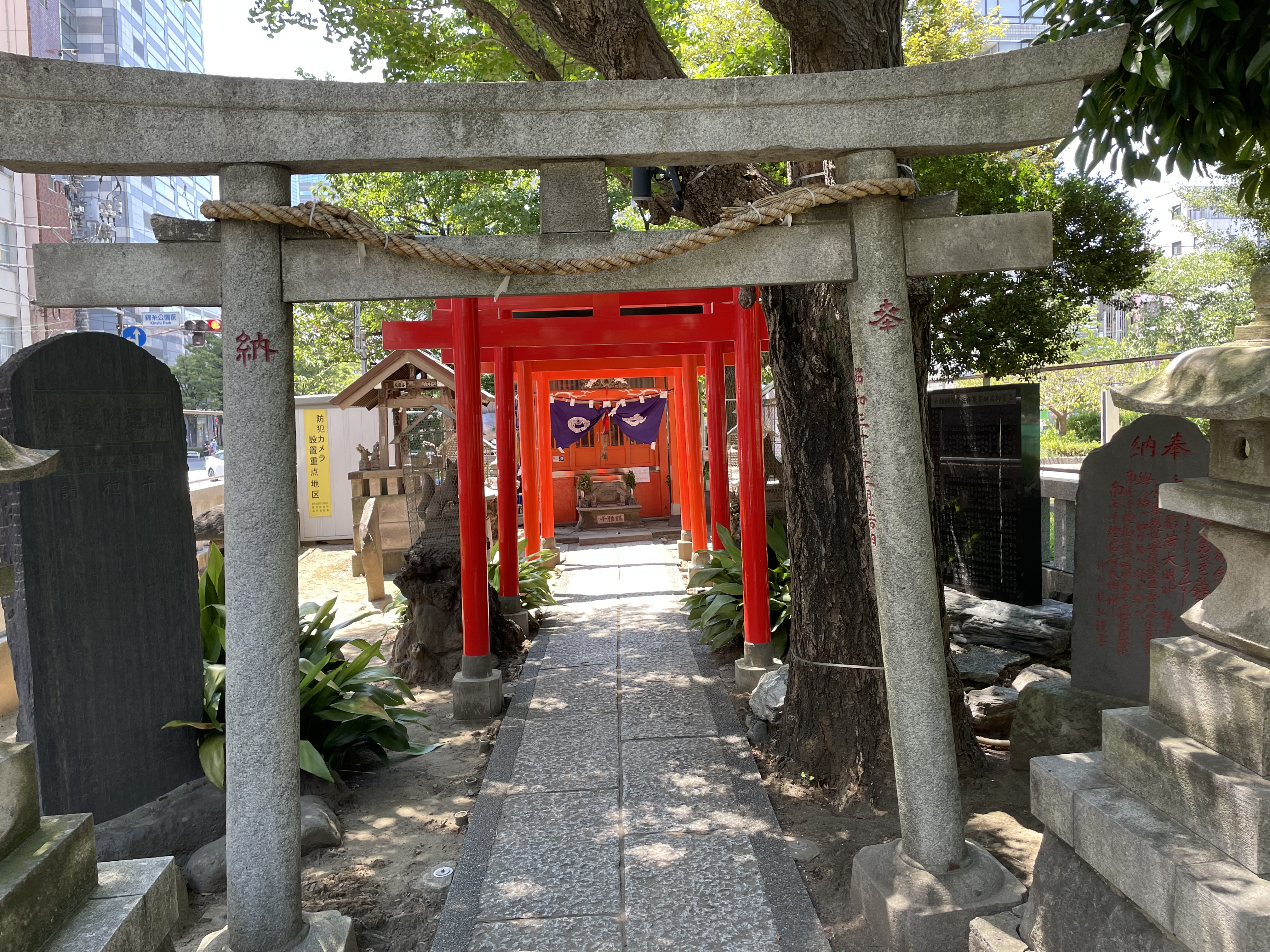
鳥居
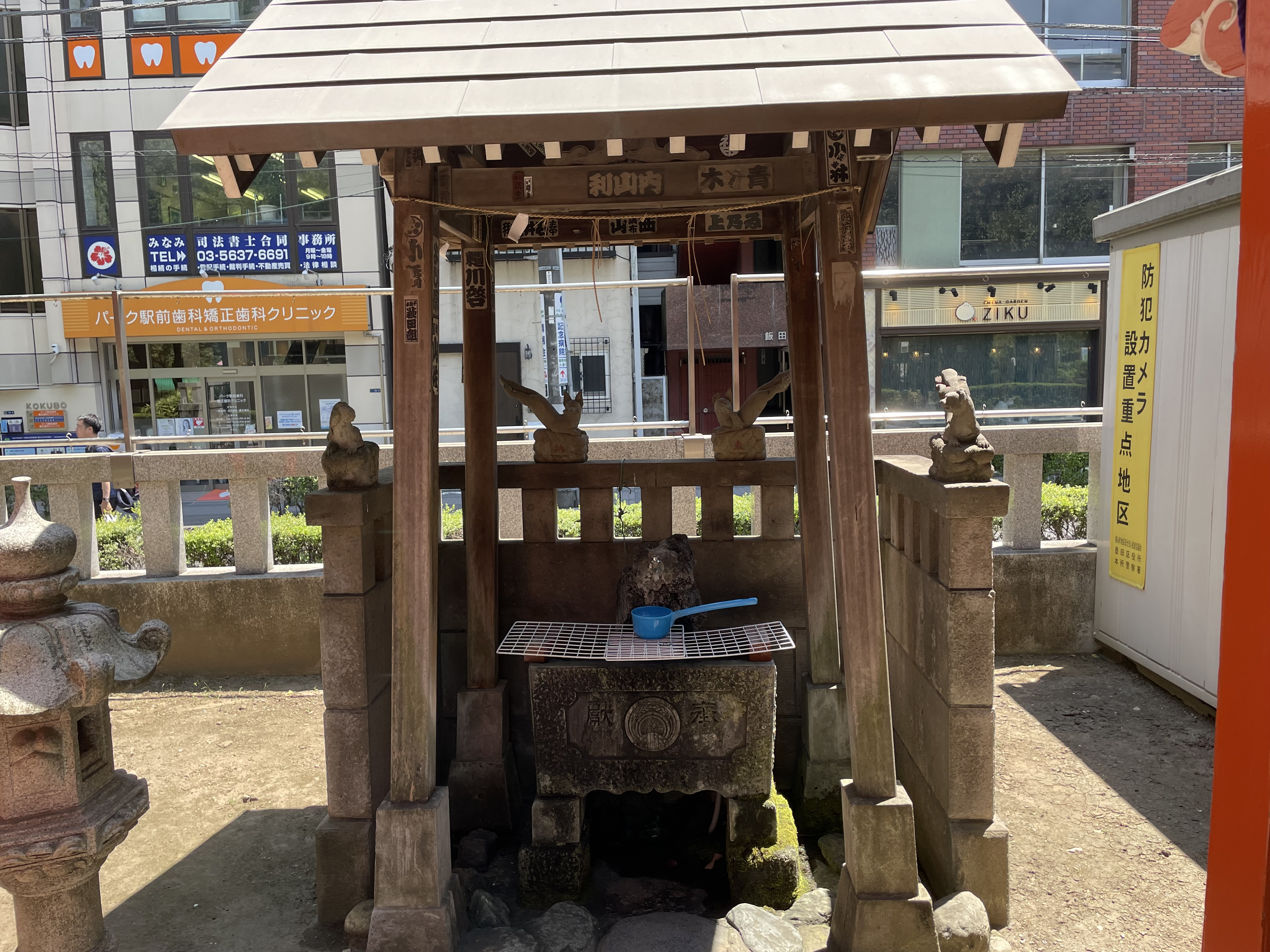
手水舎
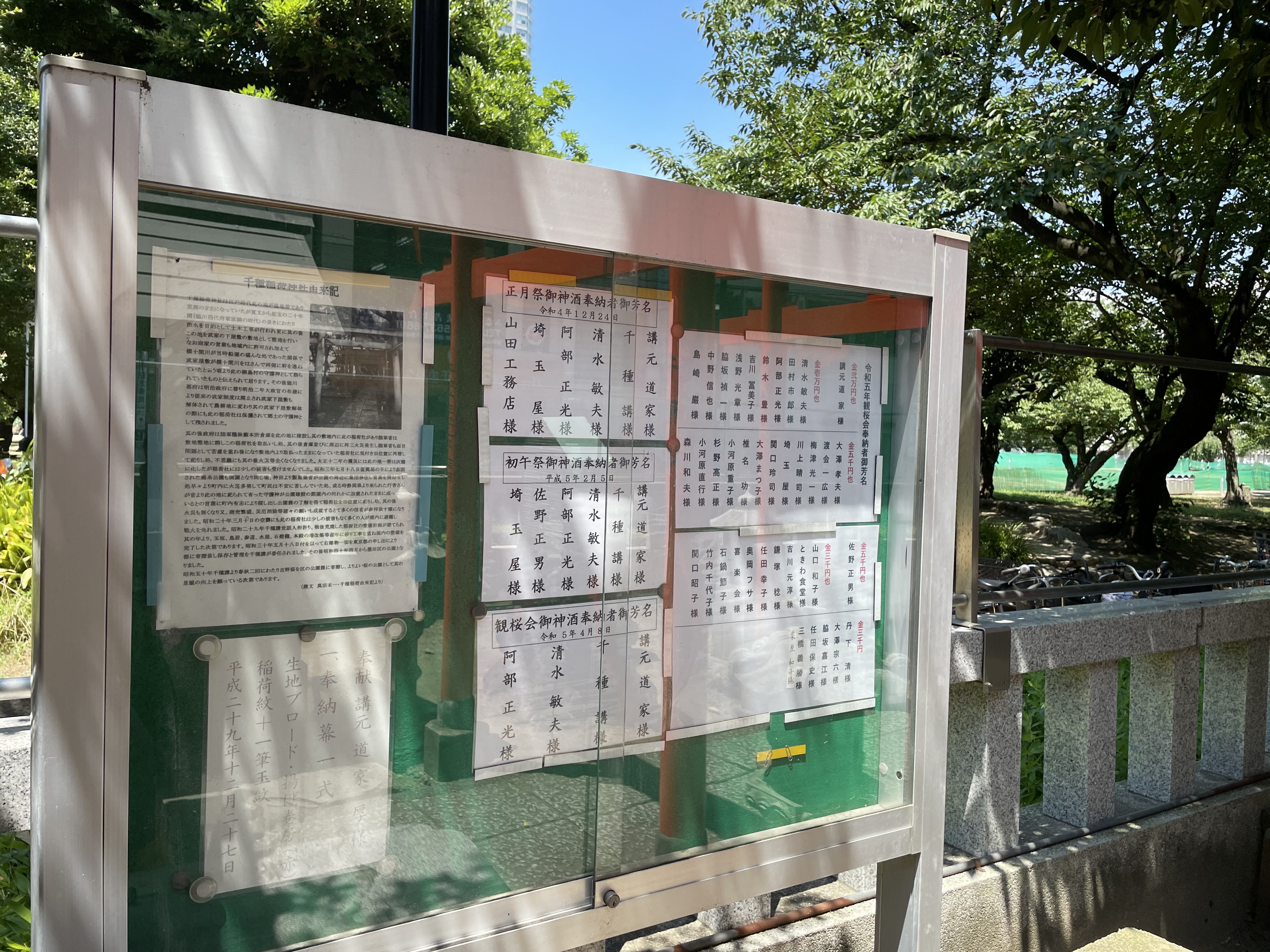
掲示板